# Bradyidius curvicornis
Bradyidius curvicornis is een eenoogkreeftjessoort uit de familie van de Aetideidae. De wetenschappelijke naam van de soort is voor het eerst geldig gepubliceerd in 2006 door Markhaseva & Schulz.